# Aryeh Bahir
Aryeh Bahir (Geburtsname: Aryeh Geller; hebräisch אריה בהיר‎; * 1. Mai 1906 in Odessa, Russisches Kaiserreich; † 13. September 1970) war ein israelischer Politiker, der 1949 als Abgeordneter in die erste Knesset gewählt wurde.

## Leben
Nach dem Besuch des Hebräischen Gymnasiums in Odessa studierte Bahir am dortigen Polytechnischen Institut und engagierte sich bereits während dieser Zeit in der sozialistisch-zionistischen Pfadfinderorganisation Hashomer Hatzair.
Nach seiner Einwanderung (Alija) in das Völkerbundsmandatsgebiet Palästina 1924 gehörte er 1936 zu den Mitgründern des Kibbuz Afikim und engagierte sich als einer der Führer der Bewegung Hashomer Hatzair in der Mapai, der Partei der Arbeiter des Landes Israel, sowie in der Kibbuzbewegung.
Bahir, der Vorstandsmitglied des Bauunternehmens Soleh Boneh war, wurde nach der Gründung des Staates Israel am 14. Februar 1949 zum Mitglied der ersten Knesset gewählt und gehörte dieser bis zum Ablauf der Legislaturperiode am 20. August 1951 an. Zwischen dem 15. August 1955 und dem 30. November 1959 war er wiederum Mitglied der Knesset und gehörte dieser, nachdem er 1965 Mitglied der Rafi wurde, erneut vom 20. Februar 1967 bis zum 17. November 1969 für einen Teil der fünften Legislaturperiode an. Während seiner Parlamentszugehörigkeit war er Mitglied verschiedener Knesset-Ausschüsse und zeitweise auch Entsandter Israels bei mehreren Konferenzen im Ausland.
1975 erschien die von Aryeh Ophir herausgegebene Biografie Aryeh Bahirs unter dem Titel From Odessa to Afikim.